# Pin blanc du Sud-Ouest
Pinus strobiformis
Espèce
Classification phylogénétique
Répartition géographique
Statut de conservation UICN

 LC  : Préoccupation mineure
Le Pin blanc du Sud-Ouest ou Pin nayar (Pinus strobiformis) est une espèce d'arbres appartenant au genre Pinus et à la famille des Pinacées. On le trouve dans le sud-ouest de l'Amérique du Nord aussi bien aux États-Unis et dans le nord du Mexique.

## Habitat

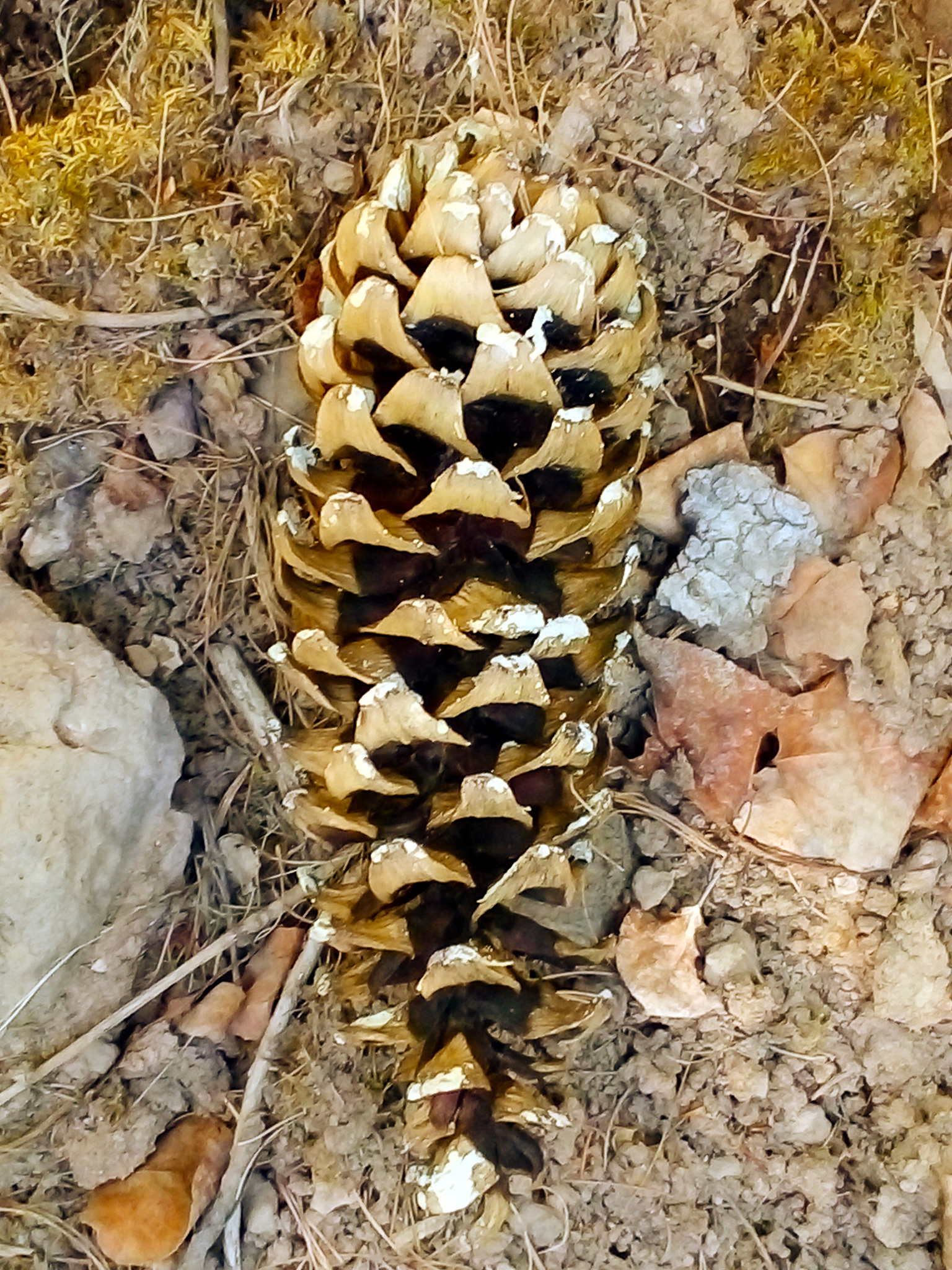
Cône, Chihuahua

L’arbre est présent au sud-ouest des États-Unis dans les États de l’Arizona, du Colorado, du Nouveau-Mexique et du Texas. On le trouve par exemple dans le parc national de Saguaro. Au Mexique, il est présent dans le massif montagneux de Sierra Madre Occidentale. L’arbre apprécie en effet les zones élevées où le climat est moins aride que dans les plaines désertiques voisines. Il est toutefois très résistant à la sécheresse

## Description
Le conifère peut atteindre une taille de 30 mètres, rarement 40 mètres. Ses aiguilles sont regroupées par cinq et ont une longueur de 8 à 14 centimètres. Les cônes ont une longueur comprise entre 16 et 50 centimètres pour une largeur de 9 à 11 centimètres. Ils contiennent de grosses graines appréciées par les écureuils. Les graines sont par ailleurs dispersées par le Geai des volcans (Aphelocoma ultramarina) ou le Casse-noix d'Amérique (Nucifraga columbiana).
L’arbre est régulièrement confondu avec une variété du  Pin flexible (Pinus flexilis var. reflexa ou Pinus reflexa) avec lequel il peut d’ailleurs s’hybrider. Ce dernier diffère par de plus petites aiguilles (6-11 cm), de plus petits cônes (10-20 cm de long pour 6-8 cm de large) et de plus petites graines.

## Utilisation
Les graines des arbres étaient consommées par les Amérindiens de la région. Son bois est aussi utilisé au Mexique dans la menuiserie notamment pour la fabrication de portes.